# Liste des champions du monde de natation messieurs bassin de 25 m

## Nage Libre Messieurs

### 50 m NL Messieurs
| Championnats           | Nageurs                | Naissance | Âge | Nationalité | Temps      |
| 1993 Palma de Majorque | Mark Foster            | 1970      | 23  | Royaume-Uni | 21 s 84    |
| 1995 Rio de Janeiro    | Francisco Sánchez (en) | 1976      | 19  | Venezuela   | 21 s 80    |
| 1997 Göteborg          | Francisco Sánchez (en) | 1976      | 21  | Venezuela   | 21 s 80    |
| 1999 Hong Kong         | Mark Foster            | 1970      | 29  | Royaume-Uni | 21 s 81    |
| 2000 Athènes           | Mark Foster            | 1970      | 30  | Royaume-Uni | 21 s 58    |
| 2002 Moscou            | José Meolans           | 1978      | 24  | Argentine   | 21 s 36    |
| 2004 Indianapolis      | Mark Foster            | 1970      | 34  | Royaume-Uni | 21 s 58    |
| 2006 Shanghai          | Duje Draganja          | 1983      | 23  | Croatie     | 21 s 38    |
| 2008 Manchester        | Duje Draganja          | 1983      | 25  | Croatie     | 20 s 81 RM |
| 2010 Dubaï             | César Cielo            | 1987      | 23  | Brésil      | 20 s 51    |

### 100 m NL Messieurs
| Championnats           | Nageurs                | Naissance | Âge | Nationalité    | Temps   |
| 1993 Palma de Majorque | Fernando Scherer       | 1974      | 21  | Brésil         | 48 s 38 |
| 1995 Rio de Janeiro    | Fernando Scherer       | 1974      | 21  | Brésil         | 47 s 97 |
| 1997 Göteborg          | Francisco Sánchez (en) | 1976      | 21  | Venezuela      | 47 s 86 |
| 1999 Hong Kong         | Lars Frölander         | 1974      | 25  | Suède          | 47 s 05 |
| 2000 Athènes           | Lars Frölander         | 1974      | 26  | Suède          | 46 s 80 |
| 2002 Moscou            | Ashley Callus          | 1979      | 23  | Australie      | 46 s 99 |
| 2004 Indianapolis      | Jason Lezak            | 1975      | 29  | États-Unis     | 47 s 97 |
| 2006 Shanghai          | Ryk Neethling          | 1977      | 29  | Afrique du Sud | 47 s 24 |
| 2008 Manchester        | Nathan Adrian          | 1988      | 20  | États-Unis     | 46 s 67 |
| 2010 Dubaï             | César Cielo            | 1987      | 23  | Brésil         | 45 s 74 |

### 200 m NL Messieurs
| Championnats           | Nageurs        | Naissance | Âge | Nationalité    | Temps            |
| 1993 Palma de Majorque | Antti Kasvio   | 1973      | 20  | Finlande       | 1 min 45 s 21    |
| 1995 Rio de Janeiro    | Gustavo Borges | 1972      | 23  | Brésil         | 1 min 45 s 55    |
| 1997 Göteborg          | Gustavo Borges | 1972      | 25  | Brésil         | 1 min 45 s 45    |
| 1999 Hong Kong         | Ian Thorpe     | 1982      | 17  | Australie      | 1 min 43 s 28 RM |
| 2000 Athènes           | Bela Szabados  | 1974      | 26  | Hongrie        | 1 min 45 s 27    |
| 2002 Moscou            | Klete Keller   | 1982      | 20  | États-Unis     | 1 min 44 s 36    |
| 2004 Indianapolis      | Michael Phelps | 1985      | 19  | États-Unis     | 1 min 43 s 59    |
| 2006 Shanghai          | Ryk Neethling  | 1977      | 29  | Afrique du Sud | 1 min 43 s 51    |
| 2008 Manchester        | Kenrick Monk   | 1988      | 20  | Australie      | 1 min 43 s 46    |
| 2010 Dubaï             | Ryan Lochte    | 1984      | 26  | États-Unis     | 1 min 41 s 08    |

### 400 m NL Messieurs
| Championnats           | Nageurs          | Naissance | Âge | Nationalité | Temps            |
| 1993 Palma de Majorque | Daniel Kowalski  | 1975      | 18  | Australie   | 3 min 42 s 95    |
| 1995 Rio de Janeiro    | Daniel Kowalski  | 1975      | 20  | Australie   | 3 min 45 s 15    |
| 1997 Göteborg          | Jacob Carstensen | 1978      | 19  | Danemark    | 3 min 43 s 44    |
| 1999 Hong Kong         | Grant Hackett    | 1980      | 19  | Australie   | 3 min 35 s 01 RM |
| 2000 Athènes           | Chad Carvin      | 1974      | 26  | États-Unis  | 3 min 41 s 13    |
| 2002 Moscou            | Grant Hackett    | 1980      | 22  | Australie   | 3 min 38 s 29    |
| 2004 Indianapolis      | Yuri Prilukov    | 1984      | 20  | Russie      | 3 min 40 s 79    |
| 2006 Shanghai          | Yuri Prilukov    | 1984      | 22  | Russie      | 3 min 38 s 08    |
| 2008 Manchester        | Yuri Prilukov    | 1984      | 23  | Russie      | 3 min 37 s 35 RE |
| 2010 Dubaï             | Paul Biedermann  | 1986      | 24  | Allemagne   | 3 min 37 s 06    |

### 1500 m NL Messieurs
| Championnats           | Nageurs          | Naissance | Âge | Nationalité | Temps          |
| 1993 Palma de Majorque | Daniel Kowalski  | 1975      | 18  | Australie   | 14 min 42 s 04 |
| 1995 Rio de Janeiro    | Daniel Kowalski  | 1975      | 20  | Australie   | 14 min 48 s 51 |
| 1997 Göteborg          | Grant Hackett    | 1980      | 17  | Australie   | 14 min 39 s 54 |
| 1999 Hong Kong         | Grant Hackett    | 1980      | 19  | Australie   | 14 min 32 s 87 |
| 2000 Athènes           | Jörg Hoffmann    | 1970      | 30  | Allemagne   | 14 min 47 s 57 |
| 2002 Moscou            | Grant Hackett    | 1980      | 22  | Australie   | 14 min 33 s 94 |
| 2004 Indianapolis      | Yuri Prilukov    | 1984      | 20  | Russie      | 14 min 39 s 16 |
| 2006 Shanghai          | Yuri Prilukov    | 1984      | 22  | Russie      | 14 min 23 s 92 |
| 2008 Manchester        | Yuri Prilukov    | 1984      | 23  | Russie      | 14 min 22 s 98 |
| 2010 Dubaï             | Oussama Mellouli | 1984      | 26  | Tunisie     | 14 min 24 s 16 |

## Dos Messieurs

### 50 m Dos Messieurs
| Championnats      | Nageurs          | Naissance | Âge | Nationalité | Temps   |
| 1999 Hong Kong    | Rodolfo Falcon   | 1972      | 27  | Cuba        | 24 s 34 |
| 2000 Athènes      | Neil Walker      | 1976      | 24  | États-Unis  | 23 s 99 |
| 2002 Moscou       | Matt Welsh       | 1976      | 26  | Australie   | 23 s 66 |
| 2004 Indianapolis | Thomas Rupprath  | 1977      | 27  | Allemagne   | 23 s 51 |
| 2006 Shanghai     | Matt Welsh       | 1976      | 30  | Australie   | 23 s 53 |
| 2008 Manchester   | Peter Marshall   | 1982      | 26  | États-Unis  | 23 s 49 |
| 2010 Dubaï        | Stanislav Donets | 1983      | 27  | Russie      | 22 s 93 |

### 100 m Dos Messieurs
| Championnats           | Nageurs          | Naissance | Âge | Nationalité | Temps      |
| 1993 Palma de Majorque | Tripp Schwenk    | 1971      | 22  | États-Unis  | 52 s 98    |
| 1995 Rio de Janeiro    | Rodolfo Falcon   | 1972      | 23  | Cuba        | 53 s 12    |
| 1997 Göteborg          | Neisser Bent     | 1976      | 21  | Cuba        | 52 s 77    |
| 1999 Hong Kong         | Rodolfo Falcon   | 1972      | 27  | Cuba        | 52 s 44    |
| 2000 Athènes           | Neil Walker      | 1976      | 24  | États-Unis  | 50 s 75    |
| 2002 Moscou            | Matt Welsh       | 1976      | 26  | Australie   | 51 s 26    |
| 2004 Indianapolis      | Aaron Peirsol    | 1983      | 21  | États-Unis  | 50 s 72    |
| 2006 Shanghai          | Matt Welsh       | 1976      | 30  | Australie   | 51 s 09    |
| 2008 Manchester        | Liam Tancock     | 1985      | 22  | Royaume-Uni | 50 s 14 RE |
| 2010 Dubaï             | Stanislav Donets | 1983      | 27  | Russie      | 49 s 07    |

### 200 m Dos Messieurs
| Championnats           | Nageurs        | Naissance | Âge | Nationalité | Temps            |
| 1993 Palma de Majorque | Tripp Schwenk  | 1971      | 22  | États-Unis  | 1 min 54 s 19    |
| 1995 Rio de Janeiro    | Rodolfo Falcon | 1972      | 23  | Cuba        | 1 min 55 s 16    |
| 1997 Göteborg          | Neisser Bent   | 1976      | 21  | Cuba        | 1 min 54 s 21    |
| 1999 Hong Kong         | Josh Watson    | 1977      | 22  | Australie   | 1 min 54 s 67    |
| 2000 Athènes           | Gordan Kožulj  | 1976      | 24  | Croatie     | 1 min 53 s 31    |
| 2002 Moscou            | Aaron Peirsol  | 1983      | 19  | États-Unis  | 1 min 51 s 17 RM |
| 2004 Indianapolis      | Aaron Peirsol  | 1983      | 21  | États-Unis  | 1 min 50 s 52 RM |
| 2006 Shanghai          | Ryan Lochte    | 1984      | 22  | États-Unis  | 1 min 49 s 05 RM |
| 2008 Manchester        | Markus Rogan   | 1982      | 25  | Autriche    | 1 min 47 s 84 RM |
| 2010 Dubaï             | Ryan Lochte    | 1984      | 26  | États-Unis  | 1 min 46 s 68    |

## Brasse Messieurs

### 50 m Brasse Messieurs
| Championnats      | Nageurs          | Naissance | Âge | Nationalité | Temps   |
| 1999 Hong Kong    | Dmytri Kraevskyy |           |     | Ukraine     | 27 s 40 |
| 2000 Athènes      | Mark Warnecke    | 1970      | 30  | Allemagne   | 27 s 22 |
| 2002 Moscou       | Oleg Lisogor     | 1979      | 23  | Ukraine     | 26 s 86 |
| 2004 Indianapolis | Brendan Hansen   | 1981      | 23  | États-Unis  | 26 s 86 |
| 2006 Shanghai     | Oleg Lisogor     | 1979      | 27  | Ukraine     | 26 s 39 |
| 2008 Manchester   | Oleg Lisogor     | 1979      | 29  | Ukraine     | 26 s 46 |
| 2010 Dubaï        | Felipe Silva     | 1987      | 23  | Brésil      | 25 s 95 |

### 100 m Brasse Messieurs
| Championnats           | Nageurs               | Naissance | Âge | Nationalité    | Temps   |
| 1993 Palma de Majorque | Phil Rogers           | 1971      | 22  | Australie      | 59 s 56 |
| 1995 Rio de Janeiro    | Mark Warnecke         | 1970      | 25  | Allemagne      | 59 s 89 |
| 1997 Göteborg          | Patrik Isaksson       | 1973      | 24  | Suède          | 59 s 99 |
| 1999 Hong Kong         | Patrik Isaksson       | 1973      | 26  | Suède          | 59 s 69 |
| 2000 Athènes           | Roman Sludnov         | 1980      | 20  | Russie         | 58 s 57 |
| 2002 Moscou            | Oleg Lisogor          | 1979      | 23  | Ukraine        | 58 s 33 |
| 2004 Indianapolis      | Brendan Hansen        | 1981      | 23  | États-Unis     | 58 s 45 |
| 2006 Shanghai          | Oleg Lisogor          | 1979      | 27  | Ukraine        | 58 s 14 |
| 2008 Manchester        | Igor Borysik          | 1984      | 24  | Ukraine        | 57 s 74 |
| 2010 Dubaï             | Cameron van der Burgh | 1988      | 22  | Afrique du Sud | 56 s 80 |

### 200 m Brasse Messieurs
| Championnats           | Nageurs              | Naissance | Âge | Nationalité | Temps            |
| 1993 Palma de Majorque | Nick Gillingham      | 1967      | 26  | Royaume-Uni | 2 min 07 s 91 RE |
| 1995 Rio de Janeiro    | Yiwu Wang            |           |     | Chine       | 2 min 11 s 11    |
| 1997 Göteborg          | Alexander Goukov     |           |     | Biélorussie | 2 min 09 s 25    |
| 1999 Hong Kong         | Phil Rogers          | 1971      | 28  | Australie   | 2 min 08 s 72    |
| 2000 Athènes           | Roman Sludnov        | 1980      | 20  | Russie      | 2 min 07 s 59 RM |
| 2002 Moscou            | Jim Piper            | 1981      | 21  | Australie   | 2 min 07 s 16    |
| 2004 Indianapolis      | Brendan Hansen       | 1981      | 23  | États-Unis  | 2 min 04 s 98    |
| 2006 Shanghai          | Vladislav Polyakov   | 1983      | 23  | Kazakhstan  | 2 min 06 s 95    |
| 2008 Manchester        | Kristopher Gilchrist |           |     | Royaume-Uni | 2 min 06 s 18    |
| 2010 Dubaï             | Naoya Tomita         | 1989      | 21  | Japon       | 2 min 03 s 12    |

## Papillon Messieurs

### 50 m Papillon Messieurs
| Championnats      | Nageurs         | Naissance | Âge | Nationalité | Temps      |
| 1999 Hong Kong    | Mark Foster     | 1970      | 29  | Royaume-Uni | 23 s 61    |
| 2000 Athènes      | Mark Foster     | 1970      | 30  | Royaume-Uni | 23 s 30    |
| 2002 Moscou       | Geoff Huegill   | 1979      | 23  | Australie   | 22 s 89    |
| 2004 Indianapolis | Ian Crocker     | 1982      | 22  | États-Unis  | 22 s 71 RM |
| 2006 Shanghai     | Matt Welsh      | 1976      | 30  | Australie   | 23 s 05    |
| 2008 Manchester   | Adam Pine       | 1976      | 31  | Australie   | 22 s 78    |
| 2010 Dubaï        | Albert Subirats | 1986      | 24  | Venezuela   | 22 s 40    |

### 100 m Papillon Messieurs
| Championnats           | Nageurs            | Naissance | Âge | Nationalité | Temps      |
| 1993 Palma de Majorque | Miloš Milošević    | 1972      | 21  | Croatie     | 52 s 79    |
| 1995 Rio de Janeiro    | Scott Miller       | 1975      | 20  | Australie   | 52 s 38    |
| 1997 Göteborg          | Lars Frölander     | 1974      | 23  | Suède       | 51 s 95    |
| 1999 Hong Kong         | Lars Frölander     | 1974      | 25  | Suède       | 51 s 45    |
| 2000 Athènes           | Lars Frölander     | 1974      | 26  | Suède       | 50 s 44 RM |
| 2002 Moscou            | Geoff Huegill      | 1979      | 23  | Australie   | 50 s 95    |
| 2004 Indianapolis      | Ian Crocker        | 1982      | 22  | États-Unis  | 50 s 18 RM |
| 2006 Shanghai          | Kaio de Almeida    | 1984      | 22  | Brésil      | 51 s 07    |
| 2008 Manchester        | Peter Mankoč       | 1978      | 29  | Slovénie    | 50 s 04    |
| 2010 Dubaï             | Evgeny Korotyshkin | 1983      | 27  | Russie      | 50 s 23    |

### 200 m Papillon Messieurs
| Championnats           | Nageurs         | Naissance | Âge | Nationalité      | Temps         |
| 1993 Palma de Majorque | Franck Esposito | 1971      | 22  | France           | 1 min 55 s 42 |
| 1995 Rio de Janeiro    | Scott Goodman   | 1973      | 22  | Australie        | 1 min 54 s 79 |
| 1997 Göteborg          | James Hickman   | 1976      | 21  | Royaume-Uni      | 1 min 55 s 55 |
| 1999 Hong Kong         | James Hickman   | 1976      | 23  | Royaume-Uni      | 1 min 52 s 71 |
| 2000 Athènes           | James Hickman   | 1976      | 24  | Royaume-Uni      | 1 min 53 s 57 |
| 2002 Moscou            | James Hickman   | 1976      | 26  | Royaume-Uni      | 1 min 53 s 14 |
| 2004 Indianapolis      | James Hickman   | 1976      | 28  | Royaume-Uni      | 1 min 53 s 41 |
| 2006 Shanghai          | Wu Peng         | 1987      | 19  | Chine            | 1 min 52 s 36 |
| 2008 Manchester        | Moss Burmester  | 1981      | 26  | Nouvelle-Zélande | 1 min 51 s 05 |
| 2010 Dubaï             | Chad le Clos    | 1992      | 18  | Afrique du Sud   | 1 min 51 s 56 |

## 4 nages Messieurs

### 100 m 4 nages Messieurs
| Championnats      | Nageurs       | Naissance | Âge | Nationalité    | Temps      |
| 1999 Hong Kong    | Jani Sievinen | 1974      | 25  | Finlande       | 54 s 18    |
| 2000 Athènes      | Neil Walker   | 1976      | 24  | États-Unis     | 52 s 79 RM |
| 2002 Moscou       | Peter Mankoč  | 1978      | 24  | Slovénie       | 52 s 90    |
| 2004 Indianapolis | Peter Mankoč  | 1978      | 26  | Slovénie       | 52 s 66    |
| 2006 Shanghai     | Ryk Neethling | 1977      | 29  | Afrique du Sud | 52 s 42    |
| 2008 Manchester   | Ryan Lochte   | 1984      | 23  | États-Unis     | 51 s 15 RM |
| 2010 Dubaï        | Ryan Lochte   | 1984      | 26  | États-Unis     | 50 s 86    |

### 200 m 4 nages Messieurs
| Championnats           | Nageurs          | Naissance | Âge | Nationalité | Temps            |
| 1993 Palma de Majorque | Christian Keller | 1972      | 21  | Allemagne   | 1 min 56 s 80    |
| 1995 Rio de Janeiro    | Matthew Dunn     | 1973      | 22  | Australie   | 1 min 56 s 86    |
| 1997 Göteborg          | Matthew Dunn     | 1973      | 24  | Australie   | 1 min 57 s 46    |
| 1999 Hong Kong         | Matthew Dunn     | 1973      | 26  | Australie   | 1 min 55 s 81    |
| 2000 Athènes           | Jani Sievinen    | 1974      | 26  | Finlande    | 1 min 56 s 27    |
| 2002 Moscou            | Jani Sievinen    | 1974      | 28  | Finlande    | 1 min 55 s 45    |
| 2004 Indianapolis      | Thiago Pereira   | 1986      | 18  | Brésil      | 1 min 55 s 78    |
| 2006 Shanghai          | Ryan Lochte      | 1984      | 22  | États-Unis  | 1 min 53 s 31 RM |
| 2008 Manchester        | Ryan Lochte      | 1984      | 24  | États-Unis  | 1 min 51 s 56 RM |
| 2010 Dubaï             | Ryan Lochte      | 1984      | 26  | États-Unis  | 1 min 50 s 08 RM |

### 400 m 4 nages Messieurs
| Championnats           | Nageurs          | Naissance | Âge | Nationalité | Temps            |
| 1993 Palma de Majorque | Curtis Myden     | 1973      | 20  | Canada      | 4 min 10 s 41    |
| 1995 Rio de Janeiro    | Matthew Dunn     | 1973      | 22  | Australie   | 4 min 08 s 02    |
| 1997 Göteborg          | Matthew Dunn     | 1973      | 24  | Australie   | 4 min 06 s 89    |
| 1999 Hong Kong         | Matthew Dunn     | 1973      | 22  | Australie   | 4 min 06 s 05    |
| 2000 Athènes           | Jani Sievinen    | 1974      | 26  | Finlande    | 4 min 09 s 54    |
| 2002 Moscou            | Tom Wilkens      | 1975      | 27  | États-Unis  | 4 min 04 s 82    |
| 2004 Indianapolis      | Oussama Mellouli | 1984      | 20  | Tunisie     | 4 min 07 s 02    |
| 2006 Shanghai          | Ryan Lochte      | 1984      | 22  | États-Unis  | 4 min 02 s 49    |
| 2008 Manchester        | Ryan Lochte      | 1984      | 23  | États-Unis  | 4 min 03 s 21    |
| 2010 Dubaï             | Ryan Lochte      | 1984      | 26  | États-Unis  | 3 min 55 s 50 RM |

## Relais Messieurs

### 4 × 100 m NL Messieurs
| Championnats           | Nageurs            | Naissance                                                          | Âge                 | Nationalité | Temps            |
| 1993 Palma de Majorque |                    |                                                                    |                     | Brésil      | 3 min 12 s 11 RM |
|                        | Fernando Scherer   | 1974                                                               | 19                  |             |                  |
|                        | Teofilo Ferreira   |                                                                    |                     |             |                  |
|                        | Gustavo Borges     | 1972                                                               | 21                  |             |                  |
|                        | José Carlos Souza  |                                                                    |                     |             |                  |
| 1995 Rio de Janeiro    |                    |                                                                    |                     | Brésil      | 3 min 12 s 42    |
|                        | Fernando Scherer   | 1972                                                               | 23                  |             |                  |
|                        | Alexandre Massura  |                                                                    |                     |             |                  |
|                        | André Cordeiro     |                                                                    |                     |             |                  |
|                        | Gustavo Borges     | 1972                                                               | 23                  |             |                  |
| 1997 Göteborg          | Allemagne          | Lars Conrad Christian Tröger Alexander Lüderitz Aimo Heilmann      | 1976 1969 1973 1974 | 21 28 24 23 | 3 min 14 s 08    |
| 1999 Hong Kong         | Australie          | Chris Fydler Todd Pearson Ian Thorpe Michael Klim                  | 1972 1977 1982 1977 | 27 22 17 22 | 3 min 11 s 21    |
| 2000 Athènes           | Suède              | Johan Nyström Lars Frölander Matthias Ohlin Stefan Nystrand        | 1974 1981           | 26 19       | 3 min 09 s 57 RM |
| 2002 Moscou            | États-Unis         | Scott Tucker Peter Marshall Jason Lezak Klete Keller               | 1982 1975 1982      | 20 27 20    | 3 min 10 s 64    |
| 2004 Indianapolis      | États-Unis         | Nick Brunelli Neil Walker Nate Dusing Jason Lezak                  | 1976 1978 1975      | 28 26 29    | 3 min 09 s 96    |
| 2006 Shanghai          | Italie             | Alessandro Calvi Klaus Lanzarini Christian Galenda Filippo Magnini | 1982                | 24          | 3 min 10 s 74    |
| 2008 Manchester        | États-Unis         | Ryan Lochte Bryan Lundquist Nathan Adrian Doug Van Wie             | 1984                | 23          | 3 min 08 s 44 RM |
| 2010 Dubaï             |                    |                                                                    |                     | France      | 3 min 04 s 78 RE |
|                        | Alain Bernard      | 1983                                                               | 27                  |             |                  |
|                        | Frédérick Bousquet | 1981                                                               | 29                  |             |                  |
|                        | Fabien Gilot       | 1984                                                               | 26                  |             |                  |
|                        | Yannick Agnel      | 1992                                                               | 18                  |             |                  |

### 4 × 200 m NL Messieurs
| Championnats           | Laps          | Nageurs                                                                | Naissance           | Âge         | Nationalité      | Temps            |
| 1993 Palma de Majorque | Suède         | Christer Wallin Tommy Werner Lars Frölander Anders Holmertz            | 1969 1966 1974 1968 | 24 27 19 25 | 7 min 05 s 92    |                  |
| 1995 Rio de Janeiro    | Australie     | Michael Klim Matthew Dunn Malcolm Allen Daniel Kowalski                | 1977 1973 1975      | 18 22 20    | 7 min 07 s 97    |                  |
| 1997 Göteborg          | Australie     | Michael Klim Grant Hackett William Kirby Matthew Dunn                  | 1977 1980 1975 1973 | 20 17 22 24 | 7 min 02 s 74 RM |                  |
| 1999 Hong Kong         | Pays-Bas      | Pieter van den Hoogenband Johan Kenkhuis Martijn Zuijdweg Marcel Wouda | 1978 1980 1976 1972 | 21 19 23 27 | 7 min 04 s 48 RE |                  |
| 2000 Athènes           | États-Unis    | Josh Davis Neil Walker Scott Tucker Chad Carvin                        | 1972 1976 1974      | 28 24 26    | 7 min 01 s 33 RM |                  |
| 2002 Moscou            | Australie     | Todd Pearson Ray Hass Leon Dunne Grant Hackett                         | 1977 1980           | 25 22       | 7 min 00 s 36    |                  |
| 2004                   | États-Unis    | Ryan Lochte Chad Carvin Daniel Ketchum Justin Mortimer                 | 1984 1974           | 20 30       | 7 min 03 s 71    |                  |
| 2006 Shanghai          | Italie        | Massimiliano Rosolino Matteo Pelliciari Nicola Cassio Filippo Magnini  | 1978 1982           | 28 24       | 6 min 59 s 08    |                  |
| 2008 Manchester        |               |                                                                        |                     |             | Australie        | 6 min 55 s 65    |
|                        | 1 min 44 s 23 | Kirk Palmer                                                            | 1986                | 22          |                  |                  |
|                        | 1 min 44 s 89 | Grant Brits                                                            | 1987                | 21          |                  |                  |
|                        | 1 min 43 s 11 | Nicholas Sprenger                                                      | 1985                | 23          |                  |                  |
|                        | 1 min 43 s 42 | Kenrick Monk                                                           | 1988                | 20          |                  |                  |
| 2010 Dubaï             |               |                                                                        |                     |             | Russie           | 6 min 49 s 04 RM |
|                        | 1 min 42 s 10 | Nikita Lobintsev                                                       | 1988                | 22          |                  |                  |
|                        | 1 min 42 s 15 | Danila Izotov                                                          | 1991                | 19          |                  |                  |
|                        | 1 min 42 s 32 | Evgeny Lagunov                                                         | 1985                | 25          |                  |                  |
|                        | 1 min 42 s 47 | Alexander Sukhorukov                                                   | 1988                | 22          |                  |                  |

### 4 × 100 m 4 nages Messieurs
| Championnats           | Nageurs            | Naissance                                                              | Âge                 | Nationalité | Temps            |
| 1993 Palma de Majorque | États-Unis         | Tripp Schwenk Eric Wunderlich Mark Henderson Jon Olsen                 | 1971 1969           | 22 24       | 3 min 32 s 57 RM |
| 1995 Rio de Janeiro    | Nouvelle-Zélande   | Jonathan Winter Paul Kent Murray Burdan Nicholas Tongue                | 1971 1972 1975 1973 | 24 23 20 22 | 3 min 35 s 69    |
| 1997 Göteborg          | Australie          | Adrian Radley Phil Rogers Geoff Huegill Michael Klim                   | 1971 1979 1977      | 26 18 20    | 3 min 30 s 66 RM |
| 1999 Hong Kong         | Australie          | Matt Welsh Phil Rogers Michael Klim Chris Fydler                       | 1976 1971 1977 1972 | 23 28 22 27 | 3 min 29 s 88 RM |
| 2000 Athènes           | États-Unis         | Lenny Krayzelburg Jarrod Marrs Neil Walker Scott Tucker                | 1975 1976           | 25 24       | 3 min 30 s 03    |
| 2002 Moscou            | États-Unis         | Aaron Peirsol David Denniston Peter Marshall Jason Lezak               | 1983 1978 1982 1975 | 19 24 20 27 | 3 min 29 s 00 RM |
| 2004                   | États-Unis         | Aaron Peirsol Brendan Hansen Ian Crocker Jason Lezak                   | 1983 1981 1982 1975 | 21 23 22 29 | 3 min 25 s 09 RM |
| 2006 Shanghai          | Australie          | Matt Welsh Brenton Rickard Adam Pine Ashley Callus                     | 1976 1976 1979      | 30 30 27    | 3 min 27 s 71    |
| 2008 Manchester        | Russie             | Stanislav Donets Sergey Geybel Evgeny Korotyshkin Alexander Sukhorukov |                     |             | 3 min 24 s 29 RM |
| 2010 Dubaï             |                    |                                                                        |                     | États-Unis  | 3 min 20 s 99    |
|                        | Nicholas Thoman    | 1986                                                                   | 24                  |             |                  |
|                        | Mihail Alexandrov  | 1985                                                                   | 25                  |             |                  |
|                        | Ryan Lochte        | 1984                                                                   | 26                  |             |                  |
|                        | Garrett Weber-Gale | 1985                                                                   | 25                  |             |                  |